# Culfa
Culfa (Ҹулфа), dříve Džulfa (Джульфа) je ázerbájdžánské město, které je administrativním centrem stejnojmenného rajónu v Nachičevanské autonomní republice. Nachází se 40 km jihovýchodně od Nachičevanu na břehu řeky Araks, která tvoří státní hranici s Íránem, jeho nadmořská výška činí 715 m. Ve městě žije přibližně 12 tisíc obyvatel.

## Historie
Podle legendy město založil starověký arménský král Tigranés I. Ve středověku byla Culfa (arménsky Džugha, Ջուղա) významným regionálním centrem a zastávkou karavan s hedvábím, vznikla zde pevnost Alindžakala a množství chrámů. Počátkem 17. století se oblast stala bojištěm mezi Persií a Osmanskou říší, šáh Abbás I. Veliký proto nechal obyvatele násilím přesídlit do Isfahánu, kde dosud existuje čtvrť Nové Džolfá. Původní Culfa se stala bezvýznamnou vesnicí, v roce 1828 byla navíc stanovena rusko-perská hranice na řece Araks a obec tak byla rozdělena na ruskou část (dnešní Culfa) a perskou část (město Džolfá v Íránu). Nový rozvoj přinesla až v roce 1908 transkavkazská železnice. Po roce 1917 se vesnice stala předmětem sporů mezi nezávislou Arménií a Ázerbájdžánem, v roce 1921 ji Karská smlouva přiřkla Ázerbájdžánské SSR jako součást nachičevanské exklávy. V roce 1948 byla Culfa povýšena na město. Na počátku sovětské éry ve městě početně převládali Arméni, ale v roce 1979 již tvořili Ázerbájdžánci 85 % obyvatel. Po vypuknutí války o Náhorní Karabach město přišlo o železniční spojení s Baku a Jerevanem a uprchli z něj zbývající Arméni. V roce 2006 oznámila nezisková organizace Institute for War and Peace Reporting, že ázerbájdžánská armáda zničila starý arménský hřbitov, kde se nacházely tisíce starobylých chačkarů. Evropský parlament vyzval ázerbájdžánské úřady, aby umožnily vyšetření případu mezinárodní komisí, Ázerbájdžánci to však odmítli s tím, že přijmou jen takovou inspekci, která se bude zabývat zločiny obou stran konfliktu.